# Lima subovata
Lima subovata är en musselart som först beskrevs av John Gwyn Jeffreys 1879.  Lima subovata ingår i släktet Lima och familjen filmusslor. Inga underarter finns listade i Catalogue of Life.